# Haliart
Haliart (grec antic: Ἁλίαρτος, Halíartos) va ser un heroi grec, fill de Tersandre i net de Sísif.
Com que el rei d'Orcomen, Atamant, el seu besoncle, havia perdut tots els fills, a ell i al seu germà Coronosde els llegà el seu regne. Més endavant, quan Presbó, un dels fills de Frixos, va arribar a la Còlquida per reclamar el seu regne, atès que Frixos era fill d'Atamant, Haliart i Coró l'hi van donar. Els germans van fundar després les ciutats d'Haliartos i de Coronea.